# Rotselaar
Rotselaar è un comune belga di 15 155 abitanti nelle Fiandre (Brabante Fiammingo).